# Mohamed el-Kebir
Ne doit pas être confondu avec Mohamed Ben Othmane.
Mohamed ben Othmane, dit Mohamed el-Kebir (« Le Grand »), né dans le beylik du Titteri vers le début du XVIIIe siècle et mort vers 1796 à Oran et auparavant Mohammed Lekh'al (« Le Noir »), en arabe : محمد بن عثمان الكبير (Mohamad ben Othman el Kebir), est le bey de l'Ouest de 1779 à 1796, sous la régence d'Alger.
Il est connu notamment pour avoir repris Oran et Mers el Kébir aux Espagnols, en 1792.

## Biographie

### Débuts comme dignitaire de la Régence d'Alger
Mohamed el Kebir est le fils d'un bey du Titteri. Son père avait d’abord été caïd de Miliana et plus tard nommé au gouvernement de la province de Titeri.
Mohamed le suit alors et en récompense de ses qualités est nommé vers 1764-1765 caïd des Flittas, le caïdat le plus important du beylik de l'Ouest. Ibrahim le juge bientôt apte à de plus hautes fonctions et le nomme khalifa en 1768. À ce poste Mohammed el Kebir s'initie aux affaires du beylik et gagne en popularité du fait de sa générosité et de sa bravoure. Il pose dès lors les bases de sa réputation. Ibrahim meurt vers 1775-1776 ; la même année les Espagnols commandés par Oreilly échouent dans une expédition d'Alger, et subissent de lourdes pertes (8 000 morts, 3 000 blessés et 2 000 prisonniers selon un ouvrage d'époque, le Djoumani). Dans cette bataille qui a lieu aux environs d'El Harrach, Mohammed el Kebir — alors khalifa à la tête du détachement des troupes du beylik de l'Ouest — s'illustre aux yeux du dey d'Alger. Il aurait notamment conduit une brillante charge de cavalerie qui a joué un grand rôle dans la bataille.
Malgré la renommée de Mohamed el Kebir, c'est un certain Khelil qui est nommé bey de l'Ouest par Alger en raison de sa fortune. En effet dans la régence, la nomination aux hautes fonctions est souvent achetée. Mohammed el Kebir reste alors au poste de khalifa dans le beylik de l'Ouest.

### Politique à la tête du beylik de l'Ouest

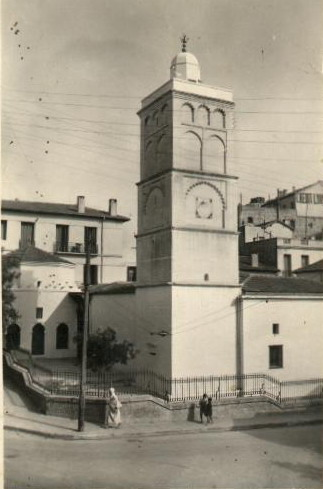
Djamaa el Kebir, la Grande mosquée de Mascara, bâtie du temps de Mohamed el Kebir.

Cependant, à la mort de Khelil en 1779, il accède enfin selon les vœux de la population au titre de bey de Mascara. Sa politique à la tête du beylik exprime son penchant pour les « grandes choses ». Les revenus de sa province sont considérables, il sait en tirer parti. Le début de son gouvernement est marqué par la famine, commune à toute la régence d'Alger et qui touche durement les populations de l'Ouest. Il réalise de grands approvisionnements de grains et les fait mettre sur les marchés quand le prix des denrées atteint des niveaux exagérés, évitant ainsi la famine pour de nombreuses personnes. Les cuisines du palais de Mascara sont ouvertes et font don de nourriture ou de vêtements pour l'hiver, ce qui maintient sa popularité. Parallèlement il entreprend une politique de travaux et d’embellissement de Mascara, ce qui fournit des emplois à de nombreuses personnes durant les années de disette.
Il construit des ponts, des fortifications et des bastions d'artillerie autour de Mascara. Il établit une bibliothèque dont les ouvrages sont déclarés biens habous au sein d'une medersa de Mascara, à l'usage des professeurs et des talebs. Il restaure également deux medersas en ruine à Tlemcen et dote Mostaganem d'un palais. Mohamed el Kebir sait aussi se montrer sévère dans la répression des tribus révoltées comme les Hachems qu'il finit par intégrer dans son makhzen. Une des expéditions les plus importantes qu'il mène est celle de Laghouat (1784) où sa mehalla (expédition) soumet toutes les populations à l’impôt jusqu'à Aïn Madhi. Cette dernière ville se révolte sitôt le bey rentré à Mascara. Il retourne alors soumettre la ville qui oppose une résistance opiniâtre et, presque à court de munitions, il ne remporte la victoire que grâce à une caravane d'approvisionnement venue en renfort depuis Alger. Ces faits d'armes renforcent sa réputation et participent à faire accepter son autorité.
La soumission des tribus du sud à l’impôt renforce encore son trésor, et une fois acquitté le tribut annuel à Alger, il lui reste dans son trésor personnel de quoi satisfaire de grandes dépenses. Il récompense notamment les lettrés, qui rédigent, entre autres, des qacidates (poèmes) à la gloire de son action ; possédant une bibliothèque, il rémunère des copistes habiles en calligraphie qui reproduisent les ouvrages les plus célèbres. Il possède un certain goût pour les discussions scientifiques et les échanges avec les hommes instruits. Une partie des revenus du beylik est allouée aux aumônes diverses pour s’attirer autant que possible les grâces de la population et limiter les velléités de révolte. Il gagne également l'estime de son suzerain le dey d'Alger pour ses compétences et celle de ses collègues bey du Titteri et de Constantine. À l’extérieur de la régence d'Alger, le bey de Tunis et le souverain alaouite, Moulay Mohammed, échangent avec lui des présents en gage d'estime et de sympathie.

### Prise d'Oran (1790-1792)
La ville d'Oran sous domination espagnole cause énormément de soucis à la cour d'Espagne. Au XVIIIe siècle la politique de résistance populaire des Algériens à la présence espagnole et l'hostilité du beylik de l'Ouest créent un climat d’insécurité permanent autour d'Oran et de Mers el Kébir. La politique espagnole oscille entre la préservation de leur préside et le maintien d'une paix fragile avec Alger. Avant 1790, plusieurs tentatives de négociation et divers traités sont conclus avec le gouvernement d'Alger, puis à partir de 1786 directement avec le bey Mohamed el Kébir. L'amiral José de Mazarredo mène des négociations (1785-1787) qui débouchent sur un accord qui est rompu en janvier 1787 par la reprise des hostilités terrestres ; le gouverneur de la place Gascon reprend alors des pourparlers avec Mohamed el Kebir. Cette dernière tentative aboutit à un accord, notamment commercial, mais très mal vu par le gouvernement central d'Alger qui craint une émancipation politique et économique de Mohammed el Kebir.
Le gouverneur intérimaire fait ouvrir le feu sur les troupes du bey qui voulaient secourir les sinistrés à la suite du tremblement de terre du 8 octobre 1790. Cet événement met le feu aux poudres et attise la colère des Algériens. La ville d'Oran est défendue par de nombreux forts, dont le plus imposant est bordj el Marsa. Mohamed el Kebir est au fait des intrigues européennes liées à la révolution française et aux efforts de troupes que la couronne d'Espagne doit concéder pour sécuriser son territoire. En 1790 il écrit donc au dey d'Alger pour solliciter l'autorisation de lancer la guerre sainte contre les Espagnols. Les marabouts jouent un rôle dans la mobilisation, le bey réunit 50 000 hommes, et met Oran en état de siège.
Face à l'escalade du conflit, les Espagnols sont déterminés à ne pas céder aux menaces du bey, mais veulent en même temps préserver la paix avec Alger. La diplomatie espagnole obtient un cessez le feu d'un mois le 20 mars 1791 auprès du dey d'Alger, afin d'étudier une proposition de cession des places. En échange de la rétrocession des deux villes, les Espagnols demandent des garanties à Mohamed el Kebir concernant le non-développement de la course. Pour le gouvernement d'Alger ces demandes sont excessives et Mohammed el-Kebir avec l'accord du dey d'Alger, Mohamed ben Othmane Pacha, reprend les hostilités. Mohamed el Kebir a besoin d'une artillerie disciplinée pour battre les défenses espagnoles, le dey d'Alger dépêche sa mehalla en renfort.
Des renforts espagnols arrivent également dans les deux places où les Espagnols sont dominés par les troupes du bey. L’élection du khaznadji (premier secrétaire d'État) Sidi Hassan au poste de dey (appelé dès lors Hassan Pacha), connu comme ami de l'Espagne, ouvre une ultime période diplomatique où la cession des places se fait notamment contre des avantages commerciaux concédés aux navires espagnols dans les ports de la régence d'Alger. Le 12 février 1792, conformément au traité, Oran et Mers-el-Kébir sont évacuées par les troupes espagnoles. Côté algérien, cet abandon est une grande victoire et l'aboutissement d'une longue résistance à la présence espagnole.
Hassan Pacha décore Mohamed el Kebir de l'insigne de la plume, destiné à ceux qui ont triomphé des « infidèles » et qu'aucun des prédécesseurs beys de l'ouest n'avait obtenu. Il rattache Oran à son domaine du beylik de l'ouest et le fait bey d'Oran (à la place du titre de bey de Mascara).

### Bey d'Oran

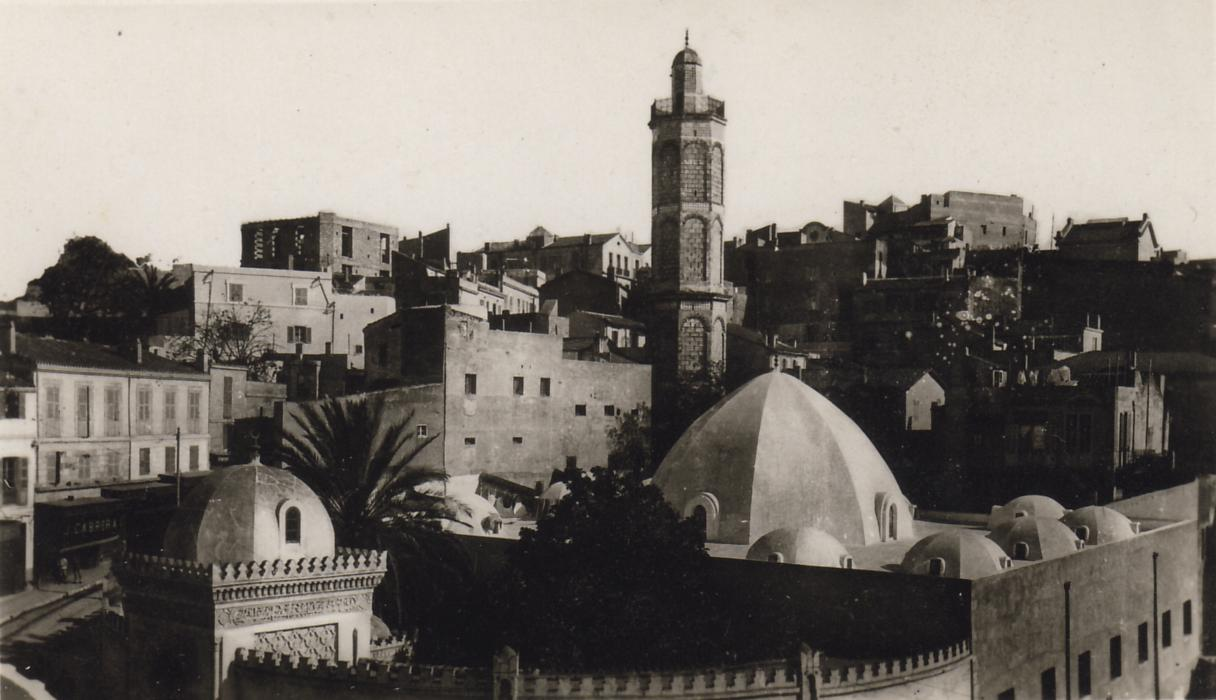
Mosquée du Pacha à Oran (v.1920).

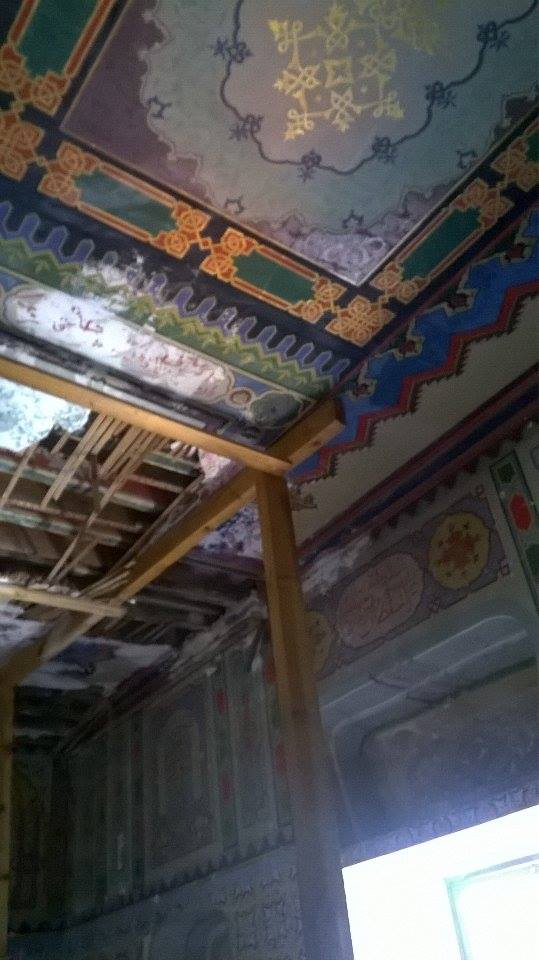
Plafonds ornementaux du palais du bey à Oran.

Mohammed el Kebir s'installe avec solennité et beaucoup de faste dans la ville d'Oran, nouvelle capitale de son beylik. Il désigne diverses tribus afin de repeupler la ville, par suite du départ de nombreux Espagnols ainsi que de musulmans ayant commercé avec eux pendant leur présence vers Ceuta (malgré l'aman qui leur a été accordé). Il s'emploie à embellir Oran, construisant des édifices comme la mosquée du Pacha et la mosquée qui prendra son nom.
Il rénove aussi le Rozalcazar, de l'arabe ras el ksar (tête de la forteresse), la citadelle espagnole pour en faire le dar el bey, le palais du bey d'Oran. Cet ancien complexe fortifié espagnol est en fait à l'origine un établissement mérinide bâti en 1347 agrandi par les Espagnols puis par Mohamed el Kebir et ses successeurs qui y ajoutent une architecture ornementale mauresque tournée vers son nouvel usage de palais. Il meurt 4 ans après la prise de la ville et son plus jeune fils Othmane lui succède à la tête du beylik.
La période du règne de Mohamed el Kebir correspond à une époque de stabilité dans l'ensemble de la régence d'Alger : de 1724 à 1791 la succession des deys se fait sans violence et le long règne du dey Mohamed ben Othmane témoigne d'une période de stabilité intérieure. Le beylik de Constantine connaît également dans une moindre mesure une période d'essor avec le règne de 5 beys de 1713 à 1792, surtout sous la conduite de Salah bey (1771-1792). L'essor du commerce, notamment dans le beylik de l'ouest, marque le progrès dans l'économie du pays et les relations avec les pays européens se stabilisent (signature de traités).